# Маккензи, Кеннет, 3-й граф Сифорт
Кеннет Маккензи, 3-й граф Сифорт (англ. Kenneth Mackenzie, 3rd Earl of Seaforth; 1635 — 16 декабря 1678) — шотландский дворянин и лидер клана Маккензи (1651—1678), который преданно поддерживал короля Карла II Стюарта, несмотря на его невзгоды. Из-за своего огромного роста он был известен среди горцев как «Коиннеах Мор» (Великий Кеннет).

## Происхождение и образование
Родился в 1635 году в замке Брахан. Старший сын Джорджа Маккензи, 2-го графа Сифорта (1608—1651), и Барбары Форбс, дочери Артура Форбса, лорда Форбса. Клан Маккензи — клан из Россшира, получивший известность в XV веке во время распада Лордства Островов.
Когда Кеннету было пять или шесть лет, отец отдал его под опеку преподобного Фаркуара Макрея, министра Кинтайла и констебля Эйлин-Донана, у которого в доме была семинария, которая присутствовали сыновья соседнего дворянства. Оттуда он пошёл в государственную школу и в 1651 году был отправлен в Королевский колледж в Абердине под руководством мистера Патрика Сэндилендса.

## Попытка поднять клан
Однако он пробыл там недолго, когда король прибыл в Стерлинг и начал набирать армию для предполагаемого вторжения в Англию. Отец Кеннета, Джордж Маккензи, 2-й граф Сифорт, остался в Голландии, поэтому он сам отправился домой, чтобы собрать своих людей для службы королю. Он отправился прямо в Кинтайл вместе с ведущими членами своего клана (своими дядями, лэрдами Плюскардена и Лохслинна; молодым Тарбатом, Рори из Давохмалуага, Кеннетом Коулом, Гектором Фэйрберна и некоторыми другими), но люди Кинтайла отказались подняться вместе с его, потому что он был всего лишь ребёнком, утверждая, что они не пребудут без его отца, своего хозяина, поскольку король, если бы он был нужен ему и его последователям, мог бы легко вернуть его домой.

## Приверженец Карла II
Сразу после битвы при Вустере, в которой король Карл II потерпел поражение от Оливера Кромвеля в 1651 году, где мы находим среди присутствующих Томаса Маккензи из Плюскардена как одного из пеших полковников Инвернесса и Росса, и Александра Кэма Маккензи, четвёртого сына Александра, 5-го из Гейрлоха — Карл бежал на континент и, после многих тяжелых лишений и вынужденных спасений, нашёл убежище во Фландрии, где продолжал проживать, часто в большой нужде и нужде, до Реставрации Стюартов в мае 1660 года.
Граф Кромарти сообщал, что после договора, заключённого между Джоном Миддлтоном, 1-м графом Миддлтоном и Дэвида Лесли, 1-м бароном Ньарком в Стратбоги, «Сифорт присоединился к королю в Стерлинге. После роковой битвы при Вустере он оставался в плену до реставрации Карла». Он был исключен из Акта Оливера Кромвеля о помиловании и благодати Шотландии в 1654 году, и его поместья были конфискованы, без каких-либо средств для его жены и семьи. Он поддерживал дело короля до тех пор, пока была возможность сражаться за него на поле боя, а когда его заставили подчиниться противоборствующим силам Кромвеля и Содружества, он был заключен в тюрьму, где с «большой твердостью духа и благородством» души", он много лет терпел утомительное пленение. Ссылаясь на положение дел в этот период, лэрд Эпплкросс говорил, что «мятежники, обладая властью, угнетали всех верных подданных, в том числе и его, первого; его, чтобы заставить его отказаться от своего короля или своего долга».
Когда Карл II Стюарт был восстановлен на королевском троне в Англии в 1660 году, он приказал освободить своего старого и верного друга графа Сифорта, после чего стал большим фаворитом при распутном и расточительном дворе. 23 апреля 1662 года он получил должность шерифа Россшира, которая впоследствии была продлена ему и его старшему сыну совместно 31 июля 1675 года; и когда он привел свои дела в Брахан, он снова посетил Париж, оставив жену отвечать за его интересы на Севере.

## Семья и потомство
Примерно в 1660 году Кеннет Маккензи, 3-й граф Сифорт, женился на своей дальней родственнице Изобель Маккензи, дочери сэра Джона Маккензи из Тарбата (? — 1654), отца Джорджа Маккензи, 1-го графа Кромарти, и Маргарет Эрскин. У супругов было четыре сына и четыре дочери, включая его наследника Кеннета Маккензи, 4-го графа Сифорта, который его после его смерти в декабре 1678 года.
- Кеннет Маккензи, 4-й граф Сифорт (декабрь 1661 — января 1701), преемник отца
- Достопочтенный Джон Маккензи из Ассинта
- Леди Маргарет Маккензи (ум. август 1706), муж — Джеймс Сазерленд, 2-й лорд Даффус (? — 1705)
- Леди Энн Маккензи
- Леди Изабель Маккензи, 1-й муж — Родерик Маклауд из Маклауда (? — 1699), 2-й муж — сэр Дункан Кэмпбелл из Лохнелла (1681—1765)
- Леди Мэри Маккензи, муж — Александр Макдоннелл из Гленгарри.